# 大五川駅
大五川駅（テオチョンえき）は朝鮮民主主義人民共和国両江道雲興郡にある朝鮮民主主義人民共和国鉄道省白頭山青年線と五是川線の駅である。